# Bryan Spring
Bryan Spring (Londen, 24 augustus 1945) is een Amerikaanse jazzdrummer van de modernjazz.

## Biografie
Spring begon op 6-jarige leeftijd met drummen. Afgezien van een paar oefenuren met Philly Joe Jones is hij autodidact. Tussen 1965 en 1978 behoorde hij tot verschillende formaties van Stan Tracey. Van 1967 tot 1969 speelde hij ook met Frank Ricotti. In 1972 was hij ook lid van Klaus Doldingers Passport en in 1974 van Nucleus voor een paar maanden. In 1975 richtte hij samen met Don Weller een kwartet op, dat tijdens de jaren 1980 ook met Hannibal Marvin Peterson door het Verenigd Koninkrijk toerde. Sinds het begin van de jaren 1990 heeft hij zijn eigen trio met pianist Mark Edwards en bassist Andy Cleyndert. Hij heeft ook gewerkt met Keith Tippett, Jean-Luc Ponty, Joe Williams, Tubby Hayes, George Coleman en Charlie Rouse.

## Discografie
- 1969: Joe Harriott / Amancio D'Silva Quartet Hum Dono (met Ian Carr, Norma Winstone, Dave Green)
- 1976, 1978: Stan Tracey Octett The Early Works
- 1989, 1992: Alan Skidmore East to West
- 2004: Bryan Spring The Spirit of Spring (met Mark Edwards, Andy Cleyndert)